# 七烏未奏
七烏未 奏（ななうみ そう、1984年 - ）は日本のゲームシナリオライター、ライトノベル作家。
福岡県出身。

## 作品リスト

### コンピューターゲーム
- StarTRain（企画・シナリオ全部・スクリプト）
- StarTRain -your past makes your future-（原作シナリオ・追加シナリオ分の監修）
- 絶対幸せ宣言っ！（企画・メインシナリオ・スクリプト）
- フォセット（シナリオ。『陽だまりのヴァージンロード』担当）
- Nega0（企画・シナリオ全部）
- 魔界天使ジブリール4（企画・メインシナリオ）
- 天の光は恋の星（シナリオ）
- すきま桜とうその都会（企画・メインシナリオ・ディレクション）
- この大空に、翼をひろげて（シナリオ）
- 貧は僕らの福の神（シナリオ）
- この大空に、翼をひろげて FLIGHT DIARY（シナリオ）
- うそつき王子と悩めるお姫さま（企画・シナリオ全部）
- この大空に、翼をひろげて cruise sign（原作シナリオ）

### ブラウザゲーム
- 英雄*戦姫WW → 英雄*戦姫WWＸ（シナリオ）
- エンゲージソウルズ（シナリオ）

### ライトノベル作品

#### シリーズ作品
- フレースヴェルグ・イクシード(イラスト：むつみまさと)
  1. フレースヴェルグ・イクシード（2013年2月 MF文庫J)
  2. フレースヴェルグ・イクシード 2（2013年8月 MF文庫J）
  3. フレースヴェルグ・イクシード 3（2013年12月 MF文庫J）
  4. フレースヴェルグ・イクシード 4（2014年4月 MF文庫J）
  5. フレースヴェルグ・イクシード 5 (2014年6月 MF文庫J)
- リアルフォース・イグニッション（イラスト：〆鯖コハダ）
  1. リアルフォース・イグニッション Phase01： 双魔剣の精霊翔機（2014年2月 講談社ラノベ文庫）
  2. リアルフォース・イグニッション Phase02： 初恋煉花（2014年9月 講談社ラノベ文庫）
- 不完全魔王のチート殺し（イラスト： 早川ハルイ）
  1. 不完全魔王のチート殺し 1（2015年6月 講談社ラノベ文庫）
  2. 不完全魔王のチート殺し 2（2015年10月 講談社ラノベ文庫）
  3. 不完全魔王のチート殺し 3（2016年4月 講談社ラノベ文庫）
- 恋をしてはいけないゲーム、振られてもきみに恋をする（イラスト：三上ミカ）
  1. 恋をしてはいけないゲーム、振られてもきみに恋をする（2015年6月 MF文庫J）
  2. 恋をしてはいけないゲーム、振られてもきみに恋をする 2（2015年10月 MF文庫J）
- 異世界温泉に転生した俺の効能がとんでもすぎる（イラスト：庄名泉石）
  1. 異世界温泉に転生した俺の効能がとんでもすぎる ～アンタの中が気持ちいいわけじゃないんですけどっ!?（2017年2月 MF文庫J）
  2. 異世界温泉に転生した俺の効能がとんでもすぎる2 ～湯船の中でならバレません……よね？（2017年6月 MF文庫J）
- 失恋後、険悪だった幼なじみが砂糖菓子みたいに甘い（イラスト：うなさか）
  1. 失恋後、険悪だった幼なじみが砂糖菓子みたいに甘い ～ビターのちシュガー～（2020年10月 講談社ラノベ文庫）
  2. 失恋後、険悪だった幼なじみが砂糖菓子みたいに甘い2 ～七夕のち幻影～（2021年6月 講談社ラノベ文庫）

#### 単巻作品
- アテナ (2009年8月 みのり文庫) イラスト：ミヤスリサ
- だから少女はおもいでをたべる (2012年2月 一迅社文庫) イラスト：Rケン
- 黒ギャルが異世界に転生してダークエルフと勘違いされました ～モンスターもマナもマブって実は最強（2016年12月 講談社ラノベ文庫）イラスト：ゆらん
- ドSな後輩に“お願い”されて異能学園で覇権を狙う話（2019年9月 MF文庫J）イラスト：九郎

### 漫画原作
- 異世界温泉に転生した俺の効能がとんでもすぎる（作画：森あいり）
  1. 異世界温泉に転生した俺の効能がとんでもすぎる1（2017年11月 MFコミックス）
  2. 異世界温泉に転生した俺の効能がとんでもすぎる2（2018年6月 MFコミックス）
  3. 異世界温泉に転生した俺の効能がとんでもすぎる3（2019年1月 MFコミックス）
  4. 異世界温泉に転生した俺の効能がとんでもすぎる4（2019年9月 MFコミックス）
- 怪盗ブルーライスチャイルド（2007年3月 キルタイムコミュニケーション）作画：オオハシタカユキ
- わーるどいずまいん（作画：オオハシタカユキ）
  1. わーるどいずまいん1（2008年2月 キルタイムコミュニケーション）
  2. わーるどいずまいん2（2009年9月 キルタイムコミュニケーション）
- 失恋後、険悪だった幼なじみが砂糖菓子みたいに甘い（作画：長谷川三時）
  1. 失恋後、険悪だった幼なじみが砂糖菓子みたいに甘い1（2022年2月 シリウスKC）
  2. 失恋後、険悪だった幼なじみが砂糖菓子みたいに甘い2（2022年6月 シリウスKC）